# Woroniec (Białoruś)
Woroniec (biał. Варанец, Waraniec; ros. Воронец, Woroniec) – dawny chutor na Białorusi, w obwodzie mińskim, w rejonie miadzielskim, w sielsowiecie Miadzioł.
Miejscowość została zlikwidowana w 1977 roku.

## Historia
Pod koniec XIX wieku folwark Woroniec leżał w granicach Imperium Rosyjskiego.
W dwudziestoleciu międzywojennym folwark a następnie osada wojskowa leżała w Polsce, w województwie wileńskim, w powiecie duniłowickim (od 1926 postawskim), w gminie Mańkowicze (od 1927 gmina Hruzdowo).
Według Powszechnego Spisu Ludności z 1921 roku zamieszkiwało tu 26 osób, wszystkie były wyznania rzymskokatolickiego i zadeklarowały polską przynależność narodową. Był tu 1 budynek mieszkalny. W 1931 w 4 domach zamieszkiwały 24 osoby.
Miejscowość należała do parafii rzymskokatolickiej i prawosławnej w Hruzdowie. Podlegała pod Sąd Grodzki w Postawach i Okręgowy w Wilnie; właściwy urząd pocztowy mieścił się w Hruzdowie.
W 1938 roku osada należała do gromady Czerniaty gminy Hruzdowo.